# Scopula cretata
Scopula cretata là một loài bướm đêm trong họ Geometridae.